# Garcinia havilandii
Garcinia havilandii är en tvåhjärtbladig växtart som beskrevs av Otto Stapf. Garcinia havilandii ingår i släktet Garcinia och familjen Clusiaceae. Inga underarter finns listade i Catalogue of Life.